# Roberto Maroni
Roberto Maroni (15. března 1955, Varese – 22. listopadu 2022) byl italský politik, od 1. července 2012 federální sekretář politické strany Liga Severu usilující o nezávislost severní Itálie. Od roku 1992 byl členem italské poslanecké sněmovny (za Lombardii) a v letech 1994-1995 a 2008-2011 byl ministrem vnitra a v letech 2001 až 2006 ministrem práce ve vládách Silvia Berlusconiho.
Povoláním byl právník, studium práva ukončil v roce 1979 na Milánské univerzitě prací z občanského práva.